# Mylabris dejeani
Mylabris dejeani é uma espécie de insetos coleópteros polífagos pertencente à família Meloidae.
A autoridade científica da espécie é Gyllenhal, tendo sido descrita no ano de 1817.
Trata-se de uma espécie presente no território português.